# Ropalidia spilostoma
Ropalidia spilostoma är en getingart som först beskrevs av Cameron 1906.  Ropalidia spilostoma ingår i släktet Ropalidia och familjen getingar. Inga underarter finns listade i Catalogue of Life.